# Brian Liebenberg
Pour les articles homonymes, voir Liebenberg.

a Compétitions nationales et continentales officielles uniquement.

b Matchs officiels uniquement.
Dernière mise à jour le 3 septembre 2015.
Brian Liebenberg, né le 19 septembre 1979 à Benoni, Afrique du Sud, est un joueur de rugby à XV sud-africain naturalisé français évoluant au poste de centre ou de demi d'ouverture.
Avec l'équipe de France, dont il est international de 2003 à 2005, il remporte le Grand chelem en 2004. Avec le Stade français Paris, où il effectue la majorité de sa carrière, il remporte trois titres de champion de France, en 2003, 2004 et 2007, et dispute la finale de la coupe d'Europe en 2005.

## Biographie
Brian Liebenberg joue de 1998 à 2000 au Piacenza RC en première division italienne avant de rejoindre le FC Grenoble en première division française. Il reste à Grenoble jusqu'en 2002 avant de signer au Stade français où il devient triple champion de France en 2003, 2004 et 2007.
Devenu éligible pour l'équipe de France après ses trois années jouées en France, il est pressenti pour être sélectionné pour la coupe du monde 2003. Il figure dans le groupe français pour la coupe du monde 2003, au détriment notamment de Thomas Castaignède. Brian Liebenberg honore sa première cape internationale le 22 août 2003 contre l'équipe de Roumanie, où il marque un essai. Rentré en jeu dans le match suivant, il permet la victoire de la France en contrant un drop face aux poteaux, contre les futurs champions du monde anglais. Il participe ainsi aux 3 matchs de préparation pour la compétition. Il dispute son premier match en coupe du monde face aux États-Unis, inscrivant trois des cinq essais français. Il rentre en jeu lors du quart de finale face à l'Irlande, remporté 43 à 21, puis face à la Nouvelle Zélande dans le match pour la 3e place.
Lors du Tournoi 2004, il ne dispute qu'une rencontre, en tant que remplaçant face à l'Irlande. Lors de l'été, il dispute deux matchs dans une tournée où la plupart des internationaux français sont laissés au repos, face aux États-Unis puis au Canada où il inscrit un essai. La paire de centres qu'il forme avec Tony Marsh est reformée en novembre lors d'un test contre les All Blacks.
Il dispute deux nouveaux matchs, ces derniers sous le maillot tricolore, lors du Tournoi 2005, face aux  Écossais et aux Anglais. Bernard Laporte gardera longtemps à l'esprit de l'utiliser en demi d'ouverture en équipe de France, du fait de sa puissance, de sa capacité à attaquer la ligne et de sa technique, mais ne franchira jamais le pas.
En 2005, il participe avec le Stade français à la finale de Coupe d'Europe face au Stade toulousain au Murrayfield Stadium à Édimbourg. Il est titularisé au centre avec Stéphane Glas puis remplacé par Olivier Sarramea à la 80e minute. À l'issue du temps réglementaire, les deux équipes sont à égalité, 12 à 12, mais les toulousains parviennent à s'imposer 12 à 18 à l'issue des prolongations.
Il est naturalisé français le 25 juin 2008.
En juin 2009, il participe à la tournée des Barbarians français en Argentine pour affronter le Rosario Invitación XV puis les Pumas,. Les Baa-Baas l'emportent 54 à 30 contre Rosario puis s'inclinent 32 à 18 contre l'Argentine à Buenos Aires.
Au cours de la saison 2011-2012, il annonce sa retraite officielle le 11 novembre 2011 en raison de blessures, envisageant alors une reconversion dans le poste d'entraîneur.
En novembre 2014, il connaît sa première expérience d'entraîneur, avec le club du CA Périgueux qu'il rejoint pour s'occuper des arrières, bien que ne possédant pas les diplômes l'autorisant à être sur le bord de touche. En février 2015, il annonce qu'il met un terme à son contrat en raison des difficultés financières du club.
En 2020 il intègre le club du RC Sète, avec qui il remporte la finale d'Occitanie Honneur en 2022.

## Palmarès

### En club
Avec Grenoble
- Championnat de France de Pro D2 :
  - Vice-champion (1) : 2002

Avec Paris
- Championnat de France de première division :
  - Vainqueur (3) : 2003, 2004 et 2007
  - Finaliste (1) : 2005
- Coupe d'Europe :
  - Finaliste (1) : 2005

### En équipe nationale
- Grand chelem en 2004

## Statistiques en équipe nationale
- 12 sélections[13]
- 25 points (5 essais)[13]
- Sélections par année : 6 en 2003, 4 en 2004 et 2 en 2005[13]
- Tournois des Six Nations disputés : 2004, 2005[13]
- En coupe du monde :
  - 2003 : 3 sélections (États-Unis, Irlande, Nouvelle-Zélande), 3 essais

### Tournoi des Six Nations
| Édition          | Rang | Résultats France | Résultats Liebenberg | Matchs Liebenberg |
| ---------------- | ---- | ---------------- | -------------------- | ----------------- |
| Six Nations 2004 | 1    | 5 v, 0 n, 0 d    | 1 v, 0 n, 0 d        | 1/5               |
| Six Nations 2005 | 2    | 3 v, 0 n, 2 d    | 2 v, 0 n, 0 d        | 2/5               |

Légende : v = victoire ; n = match nul ; d = défaite ; la ligne est en gras quand il y a Grand Chelem.

### Coupe du monde
| Édition        | Rang      | Résultats France | Résultats Liebenberg | Matchs Liebenberg |
| -------------- | --------- | ---------------- | -------------------- | ----------------- |
| Australie 2003 | Quatrième | 5 v, 0 n, 2 d    | 2 v, 0 n, 1 d        | 3/7               |

Légende : v = victoire ; n = match nul ; d = défaite.